# Waldemar Silva
Waldemar Atalivar Silva Rivero, también conocido como «Cachila» Silva (Montevideo, 22 de agosto de 1947-Montevideo, 10 de enero de 2021), fue un carnavalero, compositor y cantante uruguayo.
Conocida figura del carnaval director de la comparsa Morenada y Cuareim 1080, fue galardonado con todas las distinciones del Carnaval de Uruguay.

## Biografía
En 1999 formó la agrupación de negros y lubolos Cuareim 1080, de la que fue director, compositor y cantante. Fue integrante de la Comisión Directiva de DAECPU (siglas de Directores Asociados de Espectáculos Carnavalescos Populares del Uruguay).
Contrajo matrimonio con Margarita Barrios, y fueron padres de Wellington y Mathías Silva.
Falleció el 10 de enero de 2021 a los 73 años, a causa de coronavirus en Montevideo.